# دومينغو سانشيز (لاعب كرة قاعدة)
دومينغو سانشيز (بالإسبانية: Aníbal Sánchez)‏ هو لاعب كرة قاعدة فنزويلي، ولد في 27 فبراير 1984 في ماراكاي في فنزويلا.

## وصلات خارجية
- دومينغو سانشيز على موقع دوري كرة القاعدة الرئيسي (الإنجليزية)
- دومينغو سانشيز على موقعبيزبول رفرنس.كوم (الدوري الرئيسي) (الإنجليزية)
- دومينغو سانشيز على موقعبيزبول رفرنس.كوم (الدوري الثانوي) (الإنجليزية)
- دومينغو سانشيز على موقع إي إس بي إن.كوم (أم.أل.بي) (الإنجليزية)
- دومينغو سانشيز على موقع مشجعي الرسوم البيانية (الإنجليزية)